# فردریک اسکار وارن لومیس
فردریک اسکار وارن لومیس (انگلیسی: Frederick Oscar Warren Loomis؛ ۱ فوریه ۱۸۷۰ – ۱۹۳۷) فرد نظامی اهل کانادا بود. وی همچنین برندهٔ جوایزی همچون نشان حمام شده‌است.